# 아르툐몹스크
아르툐몹스크(러시아어: Артёмовск)는 크라스노야르스크 지방 쿠라긴스키 군에 속한 도시인데, 남쪽으로 180km지점에 크라스노야르스크가 위치해 있다.
아바칸 - 타이셰트를 연결하는 지점에 위치해 있다.